# Husseren-Wesserling
Husseren-Wesserling là một xã ở tỉnh Haut-Rhin trong vùng Grand Est ở đông bắc Pháp. Xã này có diện tích 5,09 km², dân số năm 1999 là 1036 người. Khu vực này có độ cao 440 mét trên mực nước biển.